# Phreatia sphaerocarpa
Phreatia sphaerocarpa är en orkidéart som beskrevs av Rudolf Schlechter. Phreatia sphaerocarpa ingår i släktet Phreatia och familjen orkidéer. Inga underarter finns listade i Catalogue of Life.